# Hermann Zenck
Hermann Zenck (* 19. März 1898 in Karlsruhe; † 2. Dezember 1950 in Freiburg im Breisgau) war ein deutscher Musikwissenschaftler.

## Leben und Werk
Hermann Zenck besuchte das Konservatorium Karlsruhe unter Heinrich Ordenstein (Komposition, Klavier). Er studierte dann Musikwissenschaft bei Theodor Kroyer in Heidelberg und ab 1923 in Leipzig. Dort promovierte er mit einer Dissertation über Sixt Dietrich (gedruckt Leipzig 1928). Er versah dort gleichzeitig die Assistentenstelle am Musikwissenschaftlichen Seminar. 1929 habilitierte er sich mit Studien zu Adrian Willaert. Nach dreijähriger Lehrtätigkeit an der Universität Leipzig übernahm Hermann Zenck einen Lehrauftrag in Göttingen und wurde 1934 dort zum außerordentlichen Professor ernannt. 1938 wurde er Ordinarius und ordentliches Mitglied der Göttinger Akademie der Wissenschaften. 1943 wurde er nach Freiburg im Breisgau berufen. Seine Lehrtätigkeit dort wurde häufig durch Militärdienst, Kriegsgefangenschaft und die Nachkriegswirren unterbrochen.